# Нерівність Єнсена
Нерівність Єнсена — зв'язує визначений інтеграл опуклої функції та значення цієї функції від інтеграла. Вона була доведена данським математиком Йоганом Єнсеном у 1906 році.

Нерівність Єнсена узагальнює твердження, що січна лінія опуклої функції лежить над її графіком.

Враховуючи свою загальність, нерівність проявляється у багатьох формах залежно від контексту, деякі з яких представлені нижче.
У найпростішому випадку нерівність стверджує, що значення опуклого перетворення є меншим або дорівнює значенню отриманого після опуклого перетворення; це простий наслідок того, що обернене твердження вірне щодо перетворень увігнутих функцій.
Нерівність Єнсена узагальнює твердження, що січна опуклої функції лежить над графіком функції (нерівність Єнсена для двох точок): січна лінія утворюється ваговими середніми значеннями опуклої функції (для {\displaystyle t\in [0,1]}),
{\displaystyle tf(x_{1})+(1-t)f(x_{2}),}
у той час як графік функції є опуклою функцією зважених середніх значень
{\displaystyle f(tx_{1}+(1-t)x_{2}).}
Отже, нерівність Єнсена має вигляд
{\displaystyle f(tx_{1}+(1-t)x_{2})\leq tf(x_{1})+(1-t)f(x_{2}).}
У контексті теорії ймовірності нерівність як правило подається у наступному вигляді: якщо {\displaystyle X} — випадкова величина, а {\displaystyle \varphi } — опукла функція, то
{\displaystyle \varphi ({\rm {E}}[X])\leq {\rm {E}}[\varphi (X)].}
Різниця між двома частинами нерівності,
{\displaystyle {\rm {E}}\left[\varphi (X)\right]-\varphi \left({\rm {E}}[X]\right)}
називається проміжком Єнсена .

## Формулювання
Класична форма нерівності Єнсена включає декілька чисел і вагових коефіцієнтів.
Нерівність можна сформулювати у досить загальному вигляді, використовуючи або мову теорії міри, або (що еквівалентно) теорії ймовірності. 
У термінах теорії ймовірності нерівність можна узагальнити далі.

## Дискретний випадок
Для дійсної опуклої функції φ, та чисел {\displaystyle x_{1},x_{2},\dots ,x_{n}} з її області визначення та додатних чисел ai, справджується:
{\displaystyle \varphi \left({\frac {\sum a_{i}x_{i}}{\sum a_{i}}}\right)\leq {\frac {\sum a_{i}\varphi (x_{i})}{\sum a_{i}}};}
нерівність міняє знак, коли φ — угнута функція:
{\displaystyle \varphi \left({\frac {\sum a_{i}x_{i}}{\sum a_{i}}}\right)\geq {\frac {\sum a_{i}\varphi (x_{i})}{\sum a_{i}}}.}
Рівність виконується тоді і тільки тоді, коли {\displaystyle x_{1}=x_{2}=\dots =x_{n}} або {\displaystyle \varphi } є лінійною на її області визначення, що містить {\displaystyle x_{1},x_{2},\dots ,x_{n}}.
Частковим випадком є
{\displaystyle \varphi \left({\frac {\sum x_{i}}{n}}\right)\leq {\frac {\sum \varphi (x_{i})}{n}}.}
Позначивши {\displaystyle \lambda _{i}={\frac {a_{i}}{\sum _{i=1}^{n}a_{i}}}} отримаємо еквівалентне формулювання:
{\displaystyle f\left(\sum _{i=1}^{n}\lambda _{i}x_{i}\right)\leqslant \sum _{i=1}^{n}\lambda _{i}f(x_{i}),}
де
{\displaystyle \lambda _{1}+\lambda _{2}+\dots +\lambda _{n}=1.}
За допомогою нерівності Єнсена в даному вигляді можна довести:
- Нерівність Коші,
- Нерівності про середнє.

## Інтегральне та ймовірнісне формулювання
Нехай {\displaystyle (\Omega ,A,\mu )} — ймовірнісний простір, тобто {\displaystyle \mu (\Omega )=1}.
Якщо {\displaystyle g} — дійснозначна функція, яка є {\displaystyle \mu } — інтегровною, {\displaystyle \varphi } — опукла функція на дійсній прямій, тоді 
{\displaystyle \varphi \left(\int _{\Omega }g\,{\rm {d}}\mu \right)\leq \int _{\Omega }\varphi \circ g\,{\rm {d}}\mu .}
У аналізі функцій однієї змінної може знадобитися оцінка для
{\displaystyle \varphi \left(\int _{a}^{b}f(x)\,{\rm {d}}x\right),}
де {\displaystyle a,b\in {\mathbb {R} }} та {\displaystyle f\colon [a,b]\to {\mathbb {R} }} — невід'ємна функція, яка інтегровна за Лебегом. 
У цьому випадку міра Лебега відрізка {\displaystyle [a,b]} не обов'язково має дорівнювати одиниці. 
Однак, за допомогою інтегрування з використанням заміни змінних, інтервал може бути відмасштабований так, що міра дорівнюватиме одиниці.
Тоді можна застосувати нерівність Єнсена  і отримаємо
{\displaystyle \varphi \left({\frac {1}{b-a}}\int _{a}^{b}f(x)\,{\rm {d}}x\right)\leq {\frac {1}{b-a}}\int _{a}^{b}\varphi (f(x))\,{\rm {d}}x.}
Аналогічний результат можна сформулювати у термінах теорії ймовірності за допомогою простої зміни позначень.
Нехай {\displaystyle (\Omega ,{\mathfrak {F}},P)} — ймовірністний простір, {\displaystyle X} — інтегровна дійснозначна випадкова величина, а {\displaystyle \varphi } — опукла функція. Тоді
{\displaystyle \varphi ({\rm {E}}[X])\leq {\rm {E}}[\varphi (X)].}
У цьому ймовірнісному формулюванні міра {\displaystyle \mu } визначається як ймовірність {\displaystyle P}, інтеграл відносно {\displaystyle \mu } як математичне сподівання {\displaystyle E}, а функція {\displaystyle g} як випадкова величина {\displaystyle X}.
Зауважимо, що рівність буде мати місце тоді і лише тоді, коли {\displaystyle \varphi } є лінійною функцією на деякій множині {\displaystyle A} такій, що {\displaystyle P(X\in A)=1} (це випливає з наведеного нижче інтегрального доведення).

## Загальна нерівність в ймовірнісному формулюванні
Більш загально, нехай {\displaystyle T} — дійсний топологічний векторний простір, {\displaystyle X} — {\displaystyle T}-значна інтегровна випадкова величина.
У цих загальних умовах інтегровний означає, що в просторі {\displaystyle T} існує елемент {\displaystyle E[X]}, такий, що для будь-якого елемента {\displaystyle z} із спряженого простору до простору {\displaystyle T}: {\displaystyle \operatorname {E} |\langle z,X\rangle |<\infty /}  та {\displaystyle \langle z,\operatorname {E} [X]\rangle =\operatorname {E} [\langle z,X\rangle ]}.
Тоді для будь-якої вимірної опуклої функції {\displaystyle \varphi } та під-{\displaystyle \sigma }-алгебри {\displaystyle {\mathfrak {G}}} у {\displaystyle \sigma }-алгебрі  {\displaystyle {\mathfrak {F}}}:
{\displaystyle \varphi \left(\operatorname {E} \left[X\mid {\mathfrak {G}}\right]\right)\leq \operatorname {E} \left[\varphi (X)\mid {\mathfrak {G}}\right].}
Тут  {\displaystyle \operatorname {E} [\cdot \mid {\mathfrak {G}}]} є умовним математичним сподіванням відносно {\displaystyle \sigma }-алгебри {\displaystyle {\mathfrak {G}}}.
Це загальне твердження зводиться до попередніх, якщо топологічний векторний простір {\displaystyle T} є дійсною віссю, а {\displaystyle {\mathfrak {G}}} є тривіальною {\displaystyle \sigma }-алгеброю {\displaystyle \{{\varnothing ,\Omega }\}} (де {\displaystyle \varnothing } — порожня множина}, а {\displaystyle \Omega } — простір елементарних подій).

## Уточнена та узагальнена форма
Нехай {\displaystyle X} — одновимірна випадкова величина із математичним сподіванням  {\displaystyle \mu } та дисперсією {\displaystyle \sigma ^{2}\geq 0}.
Нехай {\displaystyle \varphi (x)} — двічі диференційована функція, визначимо функцію
{\displaystyle h(x)\triangleq {\frac {\varphi (x)-\varphi \left(\mu \right)}{(x-\mu )^{2}}}-{\frac {\varphi '(\mu )}{x-\mu }}.}
Тоді
{\displaystyle {\begin{aligned}\sigma ^{2}\inf {\frac {\varphi ''(x)}{2}}&\leq \sigma ^{2}\inf h(x)\leq E[\varphi (X)]-\varphi ({\rm {E}}[X])\leq \\&\leq \sigma ^{2}\sup h(x)\leq \sigma ^{2}\sup {\frac {\varphi ''(x)}{2}}.\end{aligned}}}
Зокрема, якщо {\displaystyle \varphi (x)} — опукла функція, то {\displaystyle \varphi ''(x)\geq 0} і стандартний вигляд нерівності Єнсена безпосередньо випливає, якщо додатково вважати функцію {\displaystyle \varphi (x)} двічі диференційованою.

## Доведення

Графічне доведення нерівності Єнсена для ймовірнісного випадку. Пунктирна крива вздовж осі є гіпотетичним розподілом, тоді як пунктирна крива вздовж осі є відповідним розподілом значень. Зауважимо, що опукле відображення дедалі більше ``розтягує розподіл для збільшення значень.

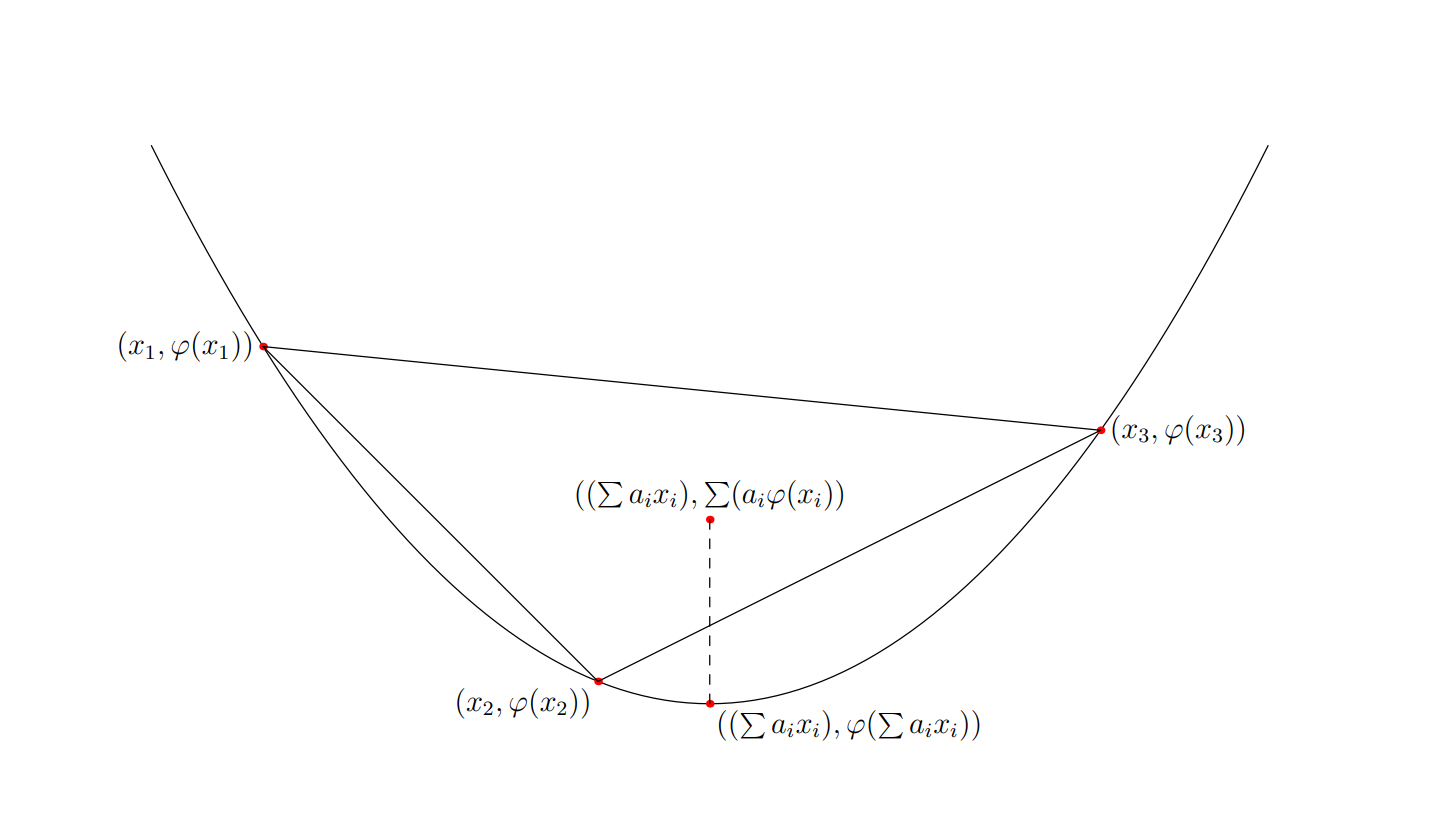
Доведення нерівності Єнсена для змінних без слів. Без втрати загальності вважаємо, що сума додатних вагових коефіцієнтів дорівнює 1. Звідси випливає, що вагома точка знаходиться в опуклій оболонці вихідних точок, яка лежить над самою функцією за означенням опуклості. Звідси випливає відповідне твердження.

Нерівність Єнсена можна довести декількома способами, і нижче буде запропоновано три різні доведення, що відповідають вищезазначеним твердженням.
Однак перед тим як приступати до цих математичних доведень варто проаналізувати інтуїтивно зрозумілий графічний аргумент на основі ймовірнісного випадку, де {\displaystyle X} є дійсним числом (див. рисунок).
Припускаючи гіпотетичний розподіл значень {\displaystyle X}, можна одразу визначити положення математичного сподівання {\displaystyle {\rm {E}}[X]} та його образу {\displaystyle \varphi ({\rm {E}}[X])} на графіку.
Враховуючи, що для опуклих відображень  {\displaystyle Y=\varphi (X)} відповідний розподіл значень {\displaystyle Y} є зростаючим і розтягується  при зростаючих значеннях {\displaystyle X}, легко зрозуміти, що розподіл {\displaystyle Y} є ширшим в інтервалі, що відповідає  {\displaystyle X>X_{0}} і вужчим при {\displaystyle X<X_{0}} для будь-якого {\displaystyle X_{0}}. Зокрема, це також справедливо для {\displaystyle X_{0}={\rm {E}}[X]}.
Отже, на цьому рисунку математичне сподівання для {\displaystyle Y} завжди зміщуватиметься вгору по відношенню до положення {\displaystyle \varphi ({\rm {E}}[X])}. А
налогічне міркування справедливе, якщо розподіл {\displaystyle X} охоплює спадну частину опуклої функції, або одночасно спадну і зростаючу його частини.
Це доводить нерівність, тобто
{\displaystyle \varphi ({\rm {E}}[X])\leq {\rm {E}}[\varphi (X)]={\rm {E}}[Y],}
яка перетворюється у рівність, якщо {\displaystyle \varphi ({X})} не є строго опуклою функцією, наприклад, якщо вона є прямою, або, якщо {\displaystyle X} має вироджений розподіл (тобто є константою).
Наведені нижче доведення формалізують це інтуїтивне поняття.

### Доведення 1 (дискретна форма)
Якщо {\displaystyle \lambda _{1}} і {\displaystyle \lambda _{2}} — два довільні невід'ємні дійсні числа такі, що {\displaystyle \lambda _{1}+\lambda _{2}=1}, то з опуклості {\displaystyle \varphi } випливає
{\displaystyle \forall x_{1},x_{2}\colon \quad \varphi \left(\lambda _{1}x_{1}+\lambda _{2}x_{2}\right)\leq \lambda _{1}\varphi (x_{1})+\lambda _{2}\varphi (x_{2}).}
Цю нерівність можна легко узагальнити: якщо {\displaystyle \lambda _{1},\dots ,\lambda _{n}} — невід'ємні дійсні числа такі, що {\displaystyle \lambda _{1}+\dots +\lambda _{n}=1}, тоді
{\displaystyle \varphi (\lambda _{1}x_{1}+\lambda _{2}x_{2}+\cdots +\lambda _{n}x_{n})\leq \lambda _{1}\varphi (x_{1})+\lambda _{2}\varphi (x_{2})+\cdots +\lambda _{n}\varphi (x_{n})}
для будь-яких {\displaystyle x_{1},\dots ,x_{n}}. 
Цю скінченну форму нерівності Єнсена можна довести за допомогою методу математичної індукції: за припущення опуклості твердження справедливе для {\displaystyle n=2}. Припустимо, що воно справедливе і для деякого {\displaystyle n}, потрібно довести нерівність для {\displaystyle n+1}.
Щонайменше одне з {\displaystyle \lambda _{i}} є додатним і строго меншим 1, нехай {\displaystyle \lambda _{1}}; тоді з означення опуклості:
{\displaystyle {\begin{aligned}\varphi \left(\sum _{i=1}^{n+1}\lambda _{i}x_{i}\right)&=\varphi \left(\lambda _{1}x_{1}+(1-\lambda _{1})\sum _{i=2}^{n+1}{\frac {\lambda _{i}}{1-\lambda _{1}}}x_{i}\right)\\&\leq \lambda _{1}\varphi (x_{1})+(1-\lambda _{1})\varphi \left(\sum _{i=2}^{n+1}{\frac {\lambda _{i}}{1-\lambda _{1}}}x_{i}\right).\end{aligned}}}
Оскільки
{\displaystyle \sum _{i=2}^{n+1}{\frac {\lambda _{i}}{1-\lambda _{1}}}=1,}
то можна застосувати індукційні гіпотези до останнього члена в попередній формулі для того, щоб отримати результат, а саме кінцеву форму нерівності Єнсена.
Для того, щоб отримати загальну нерівність з цієї кінцевої форми, необхідно використовувати аргумент щільності.
Скінченну форму можна переписати як
{\displaystyle \varphi \left(\int x\,{\rm {d}}\mu _{n}(x)\right)\leq \int \varphi (x)\,{\rm {d}}\mu _{n}(x),}
де {\displaystyle \mu _{n}} — міра, що задається довільною опуклою комбінацією дельта-функцій Дірака:
{\displaystyle \mu _{n}=\sum _{i=1}^{n}\lambda _{i}\delta _{x_{i}}.}
Оскільки опуклі функції є неперервними, й опуклі комбінації дельта-функцій Дірака є слабко щільними
в множині ймовірнісних мір (що можна легко перевірити), то загальне твердження отримується легко за допомогою граничного переходу.

### Доведення 2 (інтегральне формулювання)
Нехай {\displaystyle g} — дійснозначна {\displaystyle \mu }-інтегровна функція у ймовірностному просторі {\displaystyle \Omega }, а {\displaystyle \varphi } — опукла дійснозначна функція.
Оскільки {\displaystyle \varphi } опукла, то для кожного дійсного значення {\displaystyle x} маємо непусту множину субдиференціалів, які можна розглядати як лінії, що дотикаються до графіка функції {\displaystyle \varphi } в точці {\displaystyle x}, але які знаходяться над графіком функції {\displaystyle \varphi } або нижче нього у всіх точках (опорні лінії графіка).
Тепер, якщо визначимо
{\displaystyle x_{0}:=\int _{\Omega }g\,{\rm {d}}\mu ,}
то внаслідок існування субдиференціалів для опуклих функцій можемо вибрати {\displaystyle a} та {\displaystyle b} такі, що
{\displaystyle ax+b\leq \varphi (x)}
для всіх дійсних {\displaystyle x} і
{\displaystyle ax_{0}+b=\varphi (x_{0}).}
Але тоді маємо, що
{\displaystyle \varphi \circ g(x)\geq ag(x)+b}
для всіх {\displaystyle x}.
Оскільки маємо ймовірнісну міру, то інтеграл є монотонним з {\displaystyle \mu (\Omega )=1}, так що
{\displaystyle {\begin{aligned}\int _{\Omega }\varphi \circ g\,{\rm {d}}\mu &\geq \int _{\Omega }(ag+b)\,{\rm {d}}\mu =\\&=a\int _{\Omega }g\,{\rm {d}}\mu +b\int _{\Omega }{\rm {d}}\mu =\\&=ax_{0}+b=\varphi (x_{0})=\varphi \left(\int _{\Omega }g\,{\rm {d}}\mu \right),\end{aligned}}}
що й треба було довести.

## Зауваження
Якщо функція {\displaystyle f(x)} угнута (опукла догори), то знак в нерівності змінюється на протилежний.